# Bisage
Bisage je nenaseljeni otočić u hrvatskom dijelu Jadranskog mora.
Njegova površina iznosi 0,046 km². Dužina obalne crte iznosi 0,86 km.